# Нова-Воля (Подляское воеводство)
Но́ва-Во́ля (пол. Nowa Wola) — деревня в Белостокском повете Подляского воеводства Польши. Входит в состав гмины Михалово. По данным переписи 2011 года, в деревне проживало 328 человек.

## География
Деревня расположена на северо-востоке Польши, к югу от реки Супрасль, на расстоянии приблизительно 35 километров (по прямой) к юго-востоку от города Белостока, административного центра повета. Абсолютная высота — 169 метров над уровнем моря. Вблизи деревни проходит автодорога 686.

## История
Согласно «Указателю населенным местностям Гродненской губернии, с относящимися к ним необходимыми сведениями», в 1905 году в селе Нововоля проживало 1389 человек. В административном отношении село входило в состав Городокской волости Белостокского уезда (1-го стана).

Согласно переписи 1921 года, в деревне проживало 224 человека (в основном — белорусы) в 43 домах. Большинство жителей были православными (216 человек), остальные — католики.
В период с 1975 по 1998 годы Нова-Воля являлась частью Белостокского воеводства.

## Достопримечательности
- Православный храм во имя Рождества Иоанна Предтечи, 1906—1908 гг.
- Православная часовня во имя Успения Пресвятой Богородицы, XVIII век